# Austrofossombronia australis
Austrofossombronia australis là một loài Rêu trong họ Fossombroniaceae. Loài này được (Mitt.) R.M. Schust. mô tả khoa học đầu tiên năm 1994.